# Varde 1943-1945
|  | Denne artikel er oprettet af botten Steenthbot ud fra en ekstern database. Den kan derfor have sproglige fejl eller mangler. Denne skabelon kan fjernes efter kontrol af indholdet. |

Varde 1943-1945 er en dansk dokumentarisk optagelse fra 1945.

## Handling
Billeder af sabotage, brand, Varde Stålværk, modstandskamp og modstandskæmpere, beskyttelsesrum, politiets arbejde, befrielsen af Varde og omegn, KZ-fanges hjemkomst til Varde, overtagelse af stillinger i Blaavand efter Maj 1945, fundet af 6 danskere i kister henrettet af tyskerne, de graves op og lastes, klargøring af allierede våben mm.